# Kaiser-Friedrich-Turm (Vallendar)
Der Kaiser-Friedrich-Turm ist ein in Stahlfachwerkbauweise errichteter Aussichtsturm auf dem Mallendarer Berg in Vallendar im rheinland-pfälzischen Landkreis Mayen-Koblenz. Er steht in einer Höhe von 180 m ü. NHN. Seinen Namen erhielt er in Gedenken an den deutschen Kaiser Friedrich III., der 1888 nach einer Amtszeit von nur 99 Tagen verstarb.

## Geschichte
Der 25 Meter hohe Turm wurde Ende des 19. Jahrhunderts vom Verkehrs- und Verschönerungsverein Vallendar in Auftrag gegeben und von der Stahlbaufirma Hilgers aus Rheinbrohl entworfen und erbaut. Die Einweihung fand am 11. Mai 1899 statt. 1982 wurde der Turm wegen Baufälligkeit gesperrt. Eine grundlegende Sanierung erfolgte in den Jahren 1988/1989 mit einem Kostenaufwand von 134.200 DM. Am 21. Oktober 1988 wurde der Aussichtsturm als erhaltenswertes Kulturdenkmal offiziell unter Denkmalschutz gestellt, er findet sich zudem auf der Denkmalliste des Landes Rheinland-Pfalz.

## Denkmalschutz
Der Kaiser-Friedrich-Turm ist ein geschütztes Kulturdenkmal nach dem Denkmalschutzgesetz (DSchG) und in der Denkmalliste des Landes Rheinland-Pfalz eingetragen. Er steht in Vallendar in der Kaiser-Friedrich-Höhe.